# Condado de Howard (Missouri)
O Condado de Howard é um dos 114 condados do estado americano de Missouri. A sede do condado é Fayette, e sua maior cidade é Fayette. O condado possui uma área de 1,219 km² (dos quais 12 km² estão cobertos por água), uma população de 10 212 habitantes, e uma densidade populacional de 8 hab/km² (segundo o censo nacional de 2000). O condado foi fundado em 1816.